# Familia Báthory

Stema (stilizată) a familiei Báthory: trei dinți de balaur, pe fond roșu

Báthory (în poloneză Batory) a fost o familie nobiliară maghiară de origine germană sau (potrivit unor cronicari, ca Símon de Kéza) mai exact șvabă Gutkeled (Gut-Keled sau Cledgut). Familia Báthory s-a aflat la conducerea Transilvaniei timp de mai multe secole.
Numele și stema familiei sunt atestate din 1325. 
Familia Báthory a influențat puternic istoria Europei Centrale din Evul Mediu târziu, deținând înalte poziții militare, administrative și ecleziastice în Regatul Ungariei. În perioada modernă timpurie, familia a dat mai mulți prinți ai Transilvaniei și un rege al Poloniei și mare duce al Lituaniei (Ștefan Báthory).

## Originile

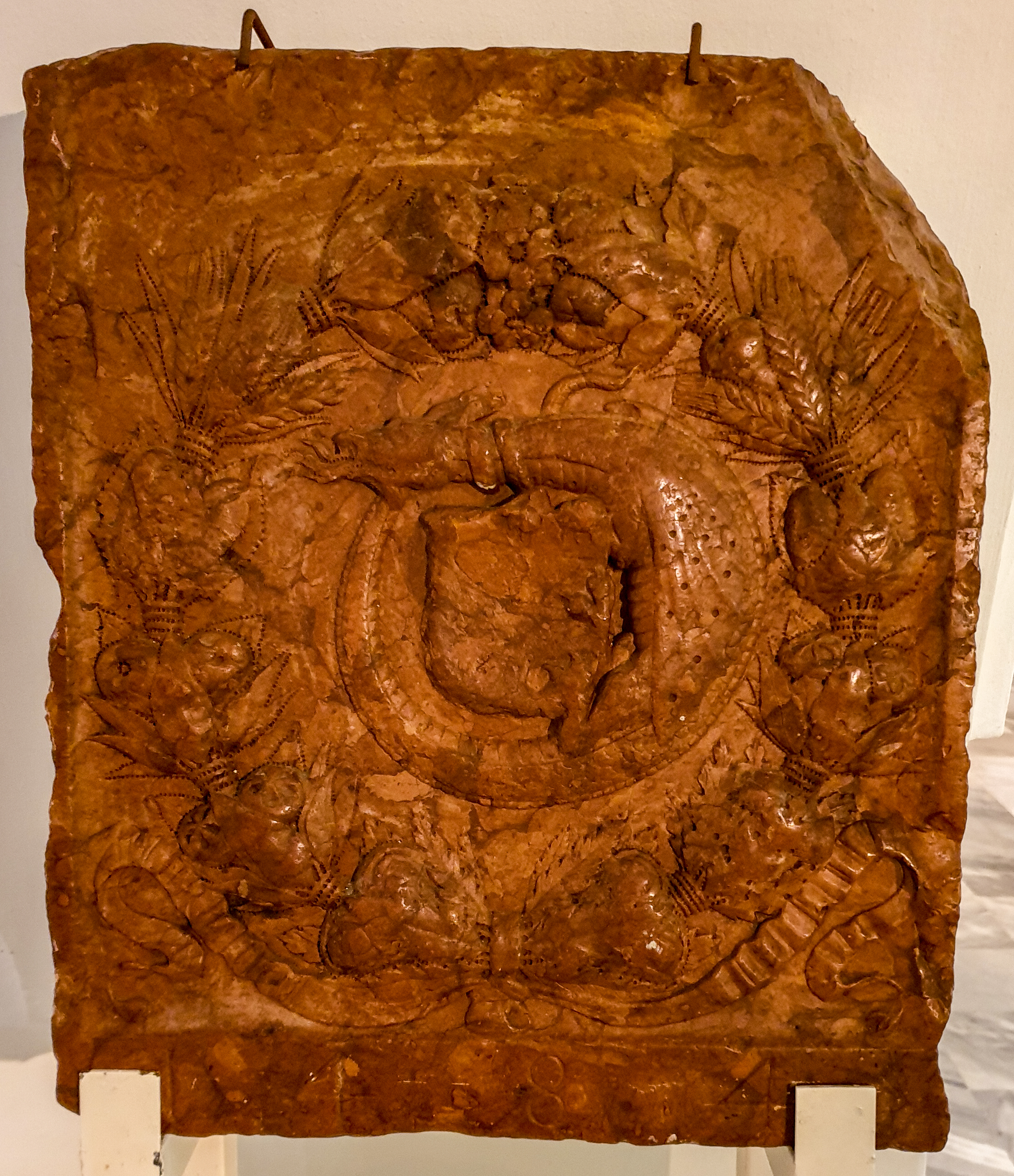
Stema din marmură roșie a familiei din 1484

Familia Báthory aparținea Gutkeled, un clan de nobili maghiari, care își are originea la frații șvabi Gut și Kelad, care au emigrat în Ungaria din castelul Stof (probabil Staufen im Breisgau sau Hohenstaufen în Württemberg) în timpul domniei regelui Petru (a domnit între 1038–1046), care el însuși era parțial de origine venețiană. 
În 1279, regele Ladislau al IV-lea l-a răsplătit pe fratele lui Andrei, Hodos  și pe fiii lui - George (m. 1307), Benedict (m. 1321) și Briccius (m. 1322) pentru serviciile lor militare, acordându-le Bátor în Comitatul Szabolcs. Bátor fusese moșia lui Vajda, fiul lui Lángos, care se căsătorise cu o rudă a lui Andrei, dar murise fără descendenți. 
În 1310, Bátor a intrat în posesia unică a lui Briccius (Bereck Báthory) când a ajuns la o înțelegere cu nepotul său Mihai și cu vărul său Vid pentru a împărți posesiunile comune. După aceasta, Briccius și descendenții săi s-au numit Báthory, adică „din Bátor”. 

## Ramuri
Familia s-a împărțit în două ramuri majore, care descendeau din fiii și nepoții lui Briccius:
Ramura cea mai mare a familiei, Báthory din Somlyó (azi Șimleu Silvaniei), descendea din Ioan, contele de Sătmar, primul născut al lui Briccius, din fiul său cel mare Ladislaus (mort în 1373). Ladislaus, Contele de Szabolcs, s-a căsătorit cu Anna Meggyesi și a primit Somlyó ca zestre.   Fratele mai mic al lui Ladislaus, George al II-lea, este strămoșul familiei Simolin, numit mai târziu Báthory de Simolin (vezi mai jos).  O altă diviziune a avut loc sub strănepoții lui Ladislaus (a doua jumătate a secolului al XV-lea): Ioan și Ștefan au renunțat la numele Báthory și au fondat familia Szaniszlófi, în timp ce Nikolaus a continuat ramura Somlyó. 
Ramura mai tânără a familiei, Báthory de Ecsed (azi Eceda Mare), era descendentă din Luca, fiul cel mai mic al lui Briccius. Luca poseda moșii largi în Sătmar și i s-a acordat de către regele Carol Robert de Anjou stăpânirea Ecsedului, unde a construit castelul numit Hűség (loialitate).     Această ramură, deoarece au păstrat posesia lui Bátor, sunt uneori numite Bátor sau, ca ramură mai tânără, Nyírbátor (Noua Báthory). 

## Legendă și steme
O relatare legendară, care plasează originea soților Báthory în anul 900 (precedentă apariției clanului Gutkeled), relatează modul în care un războinic de temut numit Vitus (omonim al unui membru al primei generații a clanului Gutkeled) a luptat cu un dragon, care pândea în mlaștinile de lângă castelul Ecsed (construit de fapt abia în secolul al XIV-lea) și hărțuia peisajul rural. Vitus l-a ucis cu trei lovituri de lance și drept recompensă a primit castelul. Oamenii recunoscători l-au onorat cu numele Báthory, adică „erou bun”, și animus magnanimus. În maghiară cuvântul bátor înseamnă „curajos”.

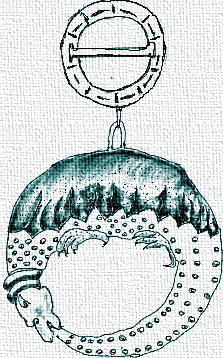
Reconstituirea emblemei Ordinului Dragonului (II) pe baza schițelor aflate în custodia Muzeului Austriac; insigna originală lipsește.

Stema Báthory, acordată în 1325 fiilor lui Briccius, a fost stilizată în referire la această legendă: trei dinți așezați orizontal înconjurați de un dragon care își mușcă propria coadă,  balaurul din jur fiind emblema Ordinului Dragonului.
Ramura Ecsed se ridică mai întâi la proeminență cu fiii nepotului lui Luca, Ioan V. Fiul său cel mai mare, Bartolomeu I, a murit în 1432 luptând împotriva hușiților. Cel de-al doilea fiu, Ștefan al III-lea a devenit palatin al Ungariei și, în 1444, a căzut în bătălia de la Varna ca purtător de steag al lui Vladislav, regele Poloniei și Ungariei. De asemenea, el a primit castelul Bujak de la regele Albert de Habsburg.
Dintre cei șase fii ai lui Ștefan, Ladislaus V (m. 1474) a fost conte suprem al comitatelor Sătmar și Zarand, iar al doilea - Andrei al III-lea (m. 1495) a fost confirmat în posesia sa Bujakului. Al treilea fiu, Ștefan al V-lea (d. 1493) a excelat ca comandant militar și a fost numit Voievod al Transilvaniei, primul dintr-un lung șir de conducători Báthory ai acelei țări.
Fiul cel mai mic, Nicolaus al III-lea (d. 1506), episcop mai întâi al Sirmiei și după 1474 al Vác, a excelat ca savant renascentist și a servit ca și consilier al regelui Matia Corvin.